# Chocenický drnák
Chocenický drnák je památný strom u obce Chocenice. Dub zimní (Quercus petraea) roste severovýchodně od vrchu velký Chlumek v nadmořské výšce 475 m. Obvod jeho kmene ve výšce 1,3 m je 470 cm a výška dosahuje 20 m (měření 1997). Věk je odhadován kolem 300 let. Strom je chráněn od roku 1997 pro svůj vzrůst, estetickou hodnotu a jako krajinná dominanta.Koncem roku 2014 a během roku 2015, spadly, kvůli již své těžké váze tři několikametrové větve. Proběhlo vyšetření dendrologem a strom je ve výborném stavu a místa spadaných větví budou ošetřena.

## Galerie

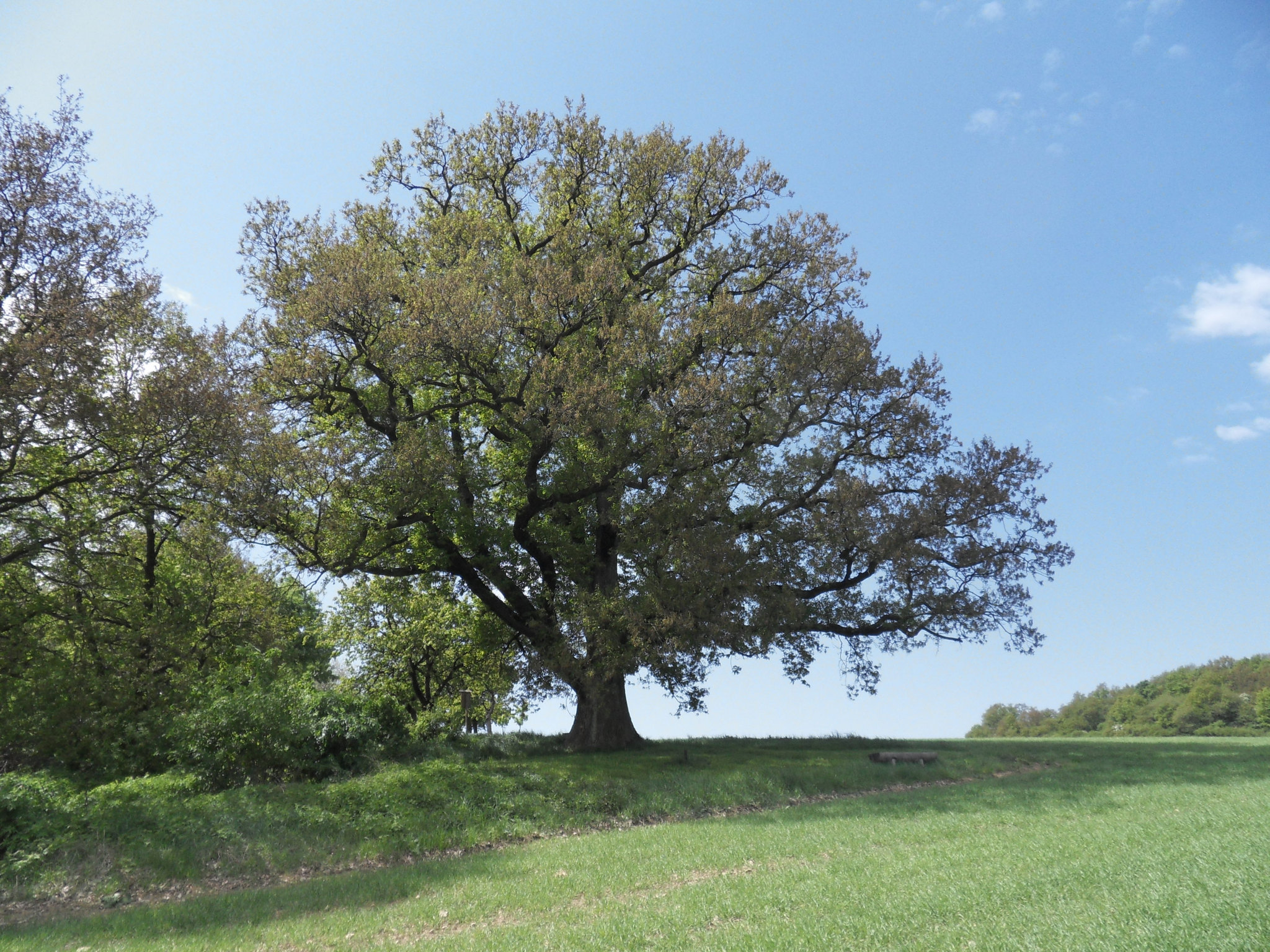
Chocenický drnák - pohled od východu
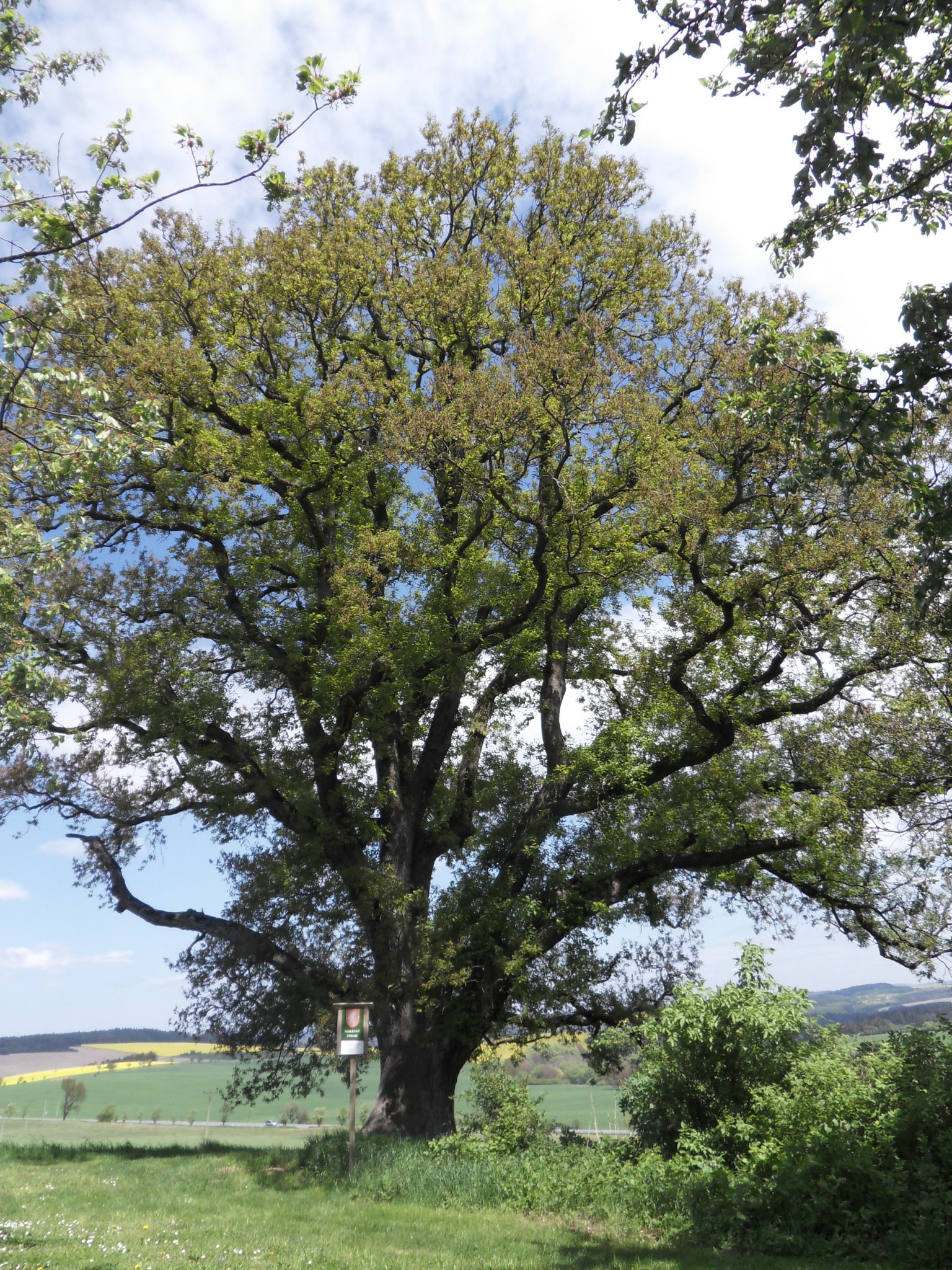
Chocenický drnák - pohled z jihu

## Stromy v okolí
- Zhůřský křemelák